# Chiki Chiki
A Chiki Chiki című dal a nigériai Dr. Alban és Starclub közös felvétele, mely 2006-ban jelent meg, azonban albumra nem került fel. A dal a svéd slágerlista 22. helyéig jutott. Érdekesség, hogy ugyanezt a dalt a Starclub a svéd rapper, producer, és szövegíró Alibi-vel is felvette a dalt.

## Tracklista
CD Maxi promo
1. "Chiki Chiki" (radio edit) - 3:25
2. "Chiki Chiki" (interphace radio edit) - 3:52
3. "Chiki Chiki" (D2 remix) - 7:44 remix: D2
4. "Chiki Chiki" (interphace extended dance) - 10:02

## Külső hivatkozások
- A dal szövege[4]